# Йени Босна Център
„Йени Босна Център“ (на турски: Yenibosna Merkez) е квартал на Истанбул, разположен в околия Бахчелиевлер. Общата му площ е 4,4 км2. Според данни на Адресната система за регистриране на населението (ABPRS) към 2023 г. населението на „Йени Босна Център“ е 36 071 жители.